# Швед Владислав Миколайович
Владислав Миколайович Швед (нар. 1 липня 1944, місто Москва, тепер Російська Федерація) — радянський литовський партійний діяч, 2-й секретар ЦК КП Литви (КПРС). Член ЦК КПРС у 1990—1991 роках. Депутат Верховної ради Литовської РСР (Литовської Республіки).

## Життєпис
У 1947 році з родиною переїхав до Литовської РСР.
З 1961 року — інструктор із праці Утенського дитячого будинку № 1, учень слюсаря автотранспортної колони, слюсар-складальник, інженер-конструктор заводу лабораторних електропечей міста Утена Литовської РСР.
У 1967 році закінчив Каунаський політехнічний інститут.
У 1969—1970 роках — інструктор, 2-й секретар Утенського районного комітету ЛКСМ Литви.
Член КПРС з 1970 року.
У 1970—1975 роках — відповідальний організатор, заступник завідувача відділу, завідувач відділу ЦК ЛКСМ Литви.
У 1975—1977 роках — завідувач відділу Ленінського районного комітету КП Литви міста Вільнюса.
У 1977—1978 роках — інструктор Вільнюського міського комітету КП Литви.
У 1978—1983 роках — секретар Ленінського районного комітету КП Литви міста Вільнюса. У 1983 році закінчив Вільнюську Вищу партійну школу.
У 1983—1987 роках — 2-й секретар, у 1987—1989 роках — 1-й секретар Жовтневого районного комітету КП Литви міста Вільнюса.
23 грудня 1989 — 3 березня 1990 року — секретар Тимчасового ЦК КП Литви (на платформі КПРС).
3 березня 1990 — 23 серпня 1991 року — 2-й секретар ЦК КП Литви (КПРС). Голова прорадянського Громадянського комітету Литовської РСР.
У 1992 році переїхав до міста Вітебська (Білорусь), де працював заступником директора лікувально-діагностичного центру «Здоров'я».
З 1996 року — консультант фракції Ліберально-демократичної партії Росії (ЛДПР) у Державній Думі Російської Федерації, голова Управління організаційно-партійної роботи ЛДПР. У 1998—2000 роках — керівник апарату Комітету Державної Думи з праці та соціальної політики. У 2000—2004 роках працював в Апараті Державної Думи Російської Федерації. З 2004 року — на державній пенсії.
У 2019 році Окружний Суд Вільнюса визнав Владислава Шведа винним у справі «13 січня 1991 року» та заочно засудив до 10 років в'язниці.
Автор низки пропагандистських публіцистичних праць, у яких, зокрема, заперечує участь НКВС СРСР у Катинському розстрілі.

## Нагороди та звання
- Лауреат премії комсомолу Литви (1978) — за цикл методичних матеріалів з трудового виховання молоді.
- Дійсний державний радник 3-го класу Російської Федерації